# П'яцца Венеція

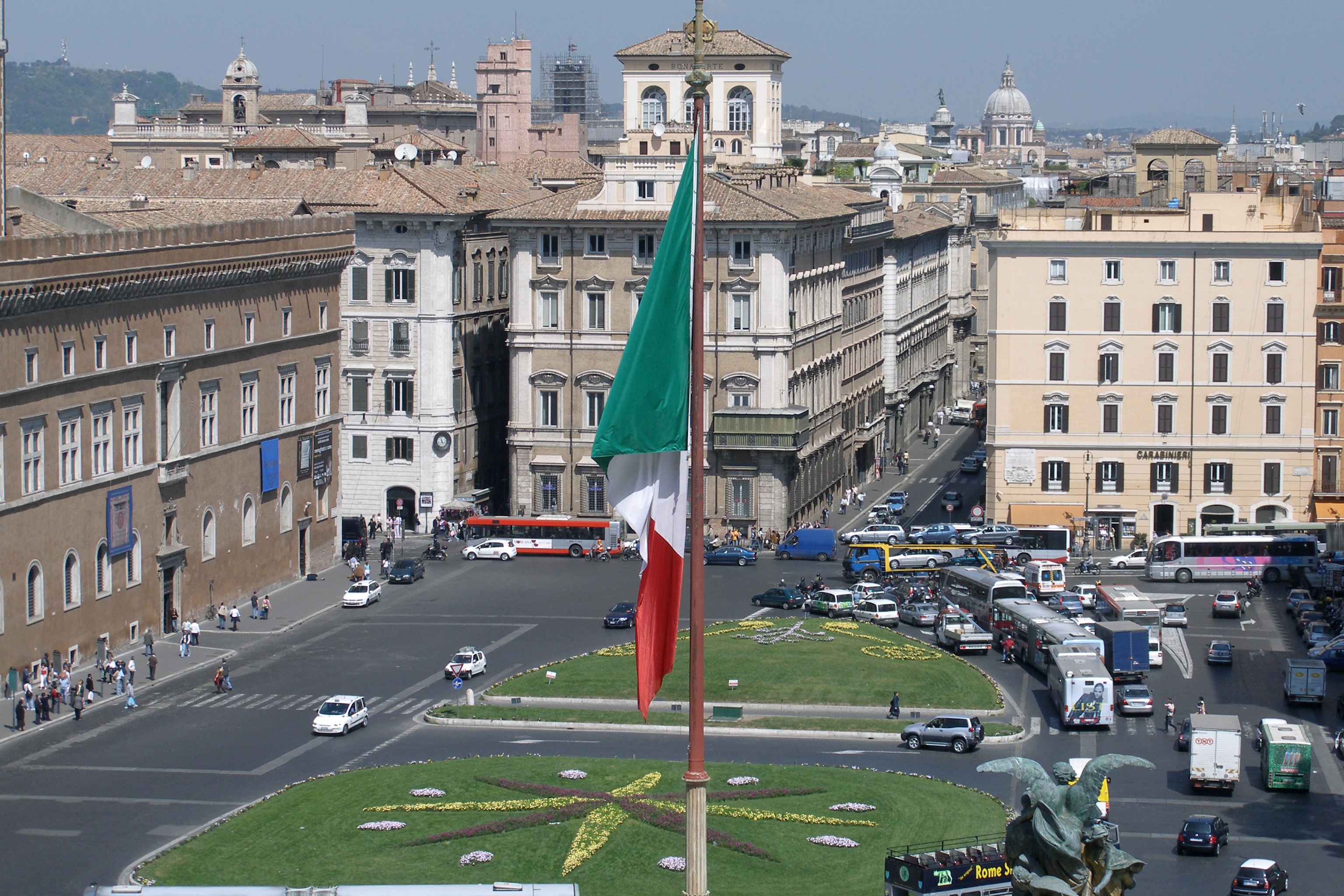
Вид на площу зі сходинок Вітторіано

Пьяцца Венеція (італ. Piazza Venezia) — площа в центрі Риму, названа так за однойменним Палаццо Венеція.
Площа розташована біля підніжжя Капітолія і недалеко від Римського форуму. Це місце ще за часів Римської республіки було важливим транспортним пунктом, тут перетиналися Фламінієва дорога з Сервієвою стіною (Porta Fontinalis).
У XV столітті венеційський кардинал П'єтро Барбо (пізніше папа Павло II) побудував палац, де після 1567 розміщувалося посольство Венеційської республіки. 
У 1660 побудовано палаццо Мішьятеллі, перейменоване в палаццо Бонапарта, коли там влаштувалася «Мадам-Мати». Свою нинішню форму площа дістала в 1885, після будівництва пам'ятника Віктору Еммануїлу II.
У 2009, під час розкопок для будівництва лінії римського метрополітену, посеред площі було знайдено залишки так званого Афінеума імператора Адріана.